# Matija Gubec

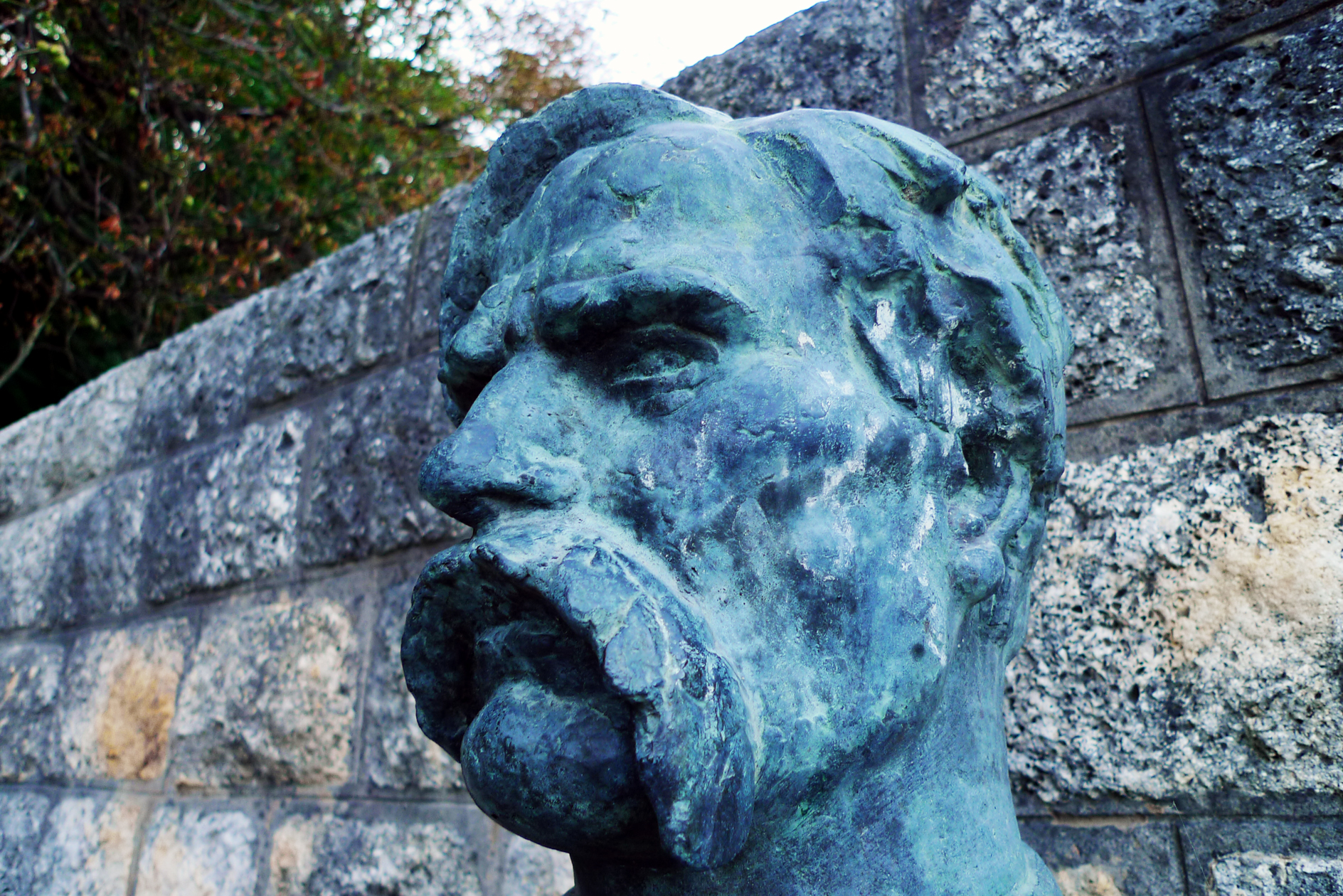
Pomnik Matija Gubca w zagrzebskiej dzielnicy Podsused – Vrapče

Matija Gubec, właśc. Ambroz Gubec (ur. ok. 1548 w Hižakovcu, zm. 15 lutego 1573 w Zagrzebiu) – przywódca antyfeudalnego powstania chłopskiego w Chorwacji, które miało miejsce w 1573 roku.
Pod imieniem Matija w źródłach historycznych wystąpił po raz pierwszy w pracy węgierskiego historyka Miklósa Istvánffy’ego. Był poddanym Ferenca Tahy’ego. Dowodził oddziałami chłopskimi, które w 1573 roku wznieciły powstanie i opanowały znaczną część regionu Hrvatsko zagorje. Głównym powodem wybuchu powstania była sprawa nadużyć feudałów. Zaznaczyć należy, że cesarz obiecał chłopom przeprowadzenie śledztwa w tej sprawie. Oprócz oddziałów chłopskich Gubec zorganizował własne sądownictwo powstańcze. W bitwie pod Stubicą, która miała miejsce 9 lutego 1573, armia (składająca się z około 10 tys. źle uzbrojonych chłopów) dowodzona przez Gubca została rozbita, a on sam trafił do niewoli. Powstanie zostało krwawo stłumione, a sześć dni później Gubec został stracony po serii tortur.
W czasie II wojny światowej na terenie Jugosławii utworzono z oddziałów partyzanckich 2 Brygadę Szturmową Matija Gubec do walki z wojskami III Rzeszy i faszystowskich Włoch.